# زندگی (فیلم ۲۰۱۲)
زندگی (روسی: Жить) یک فیلم در ژانر درام به کارگردانی واسیلی سیگارف است که در سال ۲۰۱۲ منتشر شد.